# 3 декември
3 декември е 337-ият ден в годината според григорианския календар (338-и през високосна година). Остават 28 дни до края на годината.

## Събития
- 1557 г. – В Единбург, Шотландия е подписана Конгрегация на Бог, с което се узаконява Реформацията и създаването на Презвитерианската църква.
- 1586 г. – В Англия са пренесени от Колумбия картофите като земеделска култура.
- 1621 г. – Галилео Галилей изобретява телескопа.

- 1775 г. – За първи път е издигнат американския флаг.
- 1810 г. – Англия завоюва от Франция остров Мавриций.
- 1818 г. – Илинойс става 21-вият щат на САЩ
- 1828 г. – Осъществено е обединението на Прусия и за столица на унията е определен Кьонигсберг (дн. Калининград).
- 1866 г. – Петко Славейков основава вестник „Македония“ в Цариград.
- 1891 г. – Народното събрание приема Закон за армията, който полага основите на модерната Българска армия.
- 1910 г. – Жорж Клод демонстрира създадената от него неонова лампа на изложение в Париж.
- 1912 г. – Балканската война приключва с подписването на примирие между Османската империя, от една страна, и България, Гърция, Черна гора и Сърбия (Балкански съюз). Тази война трае 2 месеца.
- 1917 г. – Открит е Квебекският мост – най-дългият за своето време мост в света.
- 1938 г. – В Германия е приет закон за национализация на собствеността на евреите.
- 1951 г. – В Турция е въведено смъртно наказание за комунистическа дейност.
- 1955 г. – ООН приема решение за създаване на Международна агенция за атомна енергия.
- 1959 г. – Първият в света атомен ледоразбивач „Ленин“ е пуснат на вода в корабостроителницата в Ленинград, СССР.
- 1960 г. – Министерският съвет създава външнотърговското предприятие „Тексим“ за търговия със специални стоки, в т.ч. с оръжие.
- 1966 г. – Край Кремълската стена са погребани останки на незнаен войн и е създаден известният Гроб на незнайния войн.
- 1967 г. – Кристиан Барнард осъществява в Кейп Таун, ЮАР първата трансплантация на сърце на 53-годишния Луис Уашкански – пациентът умира 18 дни по-късно от двустранна бронхопневмония.
- 1971 г. – Избухва войната между Индия и Пакистан.
- 1973 г. – Космическият кораб Пионер 10 изпраща към Земята първите близки снимки от Юпитер.
- 1984 г. – При тежка производствена катастрофа в град Бхопал, Индия загиват около 2500 души, около 100 хиляди души са с увредено здраве от отравяне, евакуирани са над 200 хиляди души.
- 1986 г. – Президентът на САЩ Роналд Рейгън обнародва първия бюджет на САЩ, превишаващ един трилион долара.
- 1989 г. – Завършва срещата край Малта, белязала края на Студената война.
- 1997 г. – В град Отава, Канада представители на 121 страни подписват договор, забраняващ поставянето на противопехотни мини. САЩ, Китайската народна република и Русия не подписват договора.
- 1999 г. – НАСА загубва радиовръзка с марсохода Марс Полар Лендър минути преди той да навлезе в атмосферата на Марс.
- 2006 г. – Основана е политическата партия ГЕРБ с лидер Бойко Борисов.

## Родени
- 1368 г. – Шарл VI, крал на Франция († 1422 г.)
- 1447 г. – Баязид II, султан на Османската империя († 1512 г.)
- 1596 г. – Николо Амати, италиански майстор на цигулки († 1684 г.)
- 1684 г. – Лудвиг Холберг, норвежки писател († 1754 г.)
- 1800 г. – Франце Прешерн, словенски поет († 1849 г.)
- 1820 г. – Сава Доброплодни, български възрожденец († 1894 г.)
- 1823 г. – Станислав Доспевски, български художник († 1878 г.)
- 1830 г. – Фредерик Лейтън, английски художник († 1896 г.)
- 1857 г. – Джоузеф Конрад, английски писател († 1924 г.)
- 1869 г. – Слободан Йованович, сръбски политик († 1958 г.)
- 1883 г. – Антон Веберн, австрийски композитор († 1945 г.)
- 1886 г. – Мане Сигбан, шведски физик, Нобелов лауреат през 1924 г. († 1978 г.)
- 1889 г. – Стоян Загорчинов, български писател († 1969 г.)
- 1895 г. – Ана Фройд, австрийски психоаналитик († 1982 г.)
- 1897 г. – Иван Георгиев, български агроном († 1959 г.)
- 1899 г. – Хаято Икеда, министър-председател на Япония († 1965 г.)
- 1900 г. – Рихард Кун, австрийски биохимик, Нобелов лауреат през 1938 г. († 1967 г.)
- 1902 г. – Кирил Мирчев, български езиковед († 1975 г.)
- 1909 г. – Владимир Аврамов, български цигулар († 2007 г.)
- 1911 г. – Нино Рота, италиански композитор († 1979 г.)
- 1922 г. – Свен Нюквист, шведски кинооператор († 2006 г.)
- 1925 г. – Ким Де Чун, президент на Южна Корея, Нобелова награда за мир през 2000 г. († 2009 г.)
- 1926 г. – Кирил Янев, български актьор († 2003 г.)
- 1930 г. – Жан-Люк Годар, френски режисьор († 2022 г.)
- 1931 г. – Франц Йозеф Дегенхарт, германски писател († 2011 г.)
- 1933 г. – Иван Сакарев, български политик († 2017 г.)
- 1934 г. – Абимаел Гусман, перуански комунист († 2021 г.)
- 1945 г. – Божидар Димитров, български историк († 2018 г.)
- 1948 г. – Ози Озбърн, английски певец († 2025 г.)
- 1949 г. – Милка Стоянова, българска поетеса
- 1955 г. – Алберто Тарантини, аржентински футболист
- 1960 г. – Дарил Хана, американска актриса
- 1960 г. – Джулиан Мур, американска актриса
- 1965 г. – Катарина Вит, германска фигуристка
- 1971 г. – Мартин Стоев, български волейболист
- 1972 г. – Малин Орачев, български футболист
- 1974 г. – Албена Денкова, българска състезателка по фигурно пързаляне
- 1977 г. – Адам Малиш, полски състезател по ски скокове
- 1981 г. – Давид Вия, испански футболист
- 1984 г. – Авраам Пападопулос, гръцки футболист
- 1985 г. – Ласло Чех, унгарски плувец

## Починали
- 1154 г. – Анастасий IV, римски папа (* ок. 1073 г.)
- 1533 г. – Василий III, велик княз на Московското княжество (* 1479 г.)
- 1552 г. – Франциск Ксаверий, основател на Ордена на йезуитите (* 1506 г.)
- 1834 г. – Симиън де Уит, американски географ († 1776 г.)
- 1854 г. – Йохан Петер Екерман, германски писател (* 1792 г.)
- 1888 г. – Карл Цайс, германски механик (* 1816 г.)
- 1893 г. – Михаил Амиорков, български военен деец (* 1863 г.)
- 1894 г. – Робърт Луис Стивънсън, британски писател (* 1850 г.)
- 1919 г. – Пиер-Огюст Реноар, френски живописец (* 1841 г.)
- 1935 г. – Шарл Рише, френски психолог, Нобелов лауреат през 1913 г. (* 1850 г.)
- 1949 г. – Елин Пелин, български писател (* 1877 г.)
- 1973 г. – Йожеф Дарваш, унгарски писател (* 1912 г.)
- 1987 г. – Кристине Буста, австрийска поетеса (* 1915 г.)
- 1995 г. – Александър Кайдановски, руски актьор (* 1946 г.)
- 1996 г. – Жорж Дюби, френски историк (* 1919 г.)
- 1999 г. – Скатман Джон, американски музикант (* 1942 г.)
- 2003 г. – Дейвид Хемингс, британски актьор (* 1941 г.)
- 2015 г. – Атанас Свиленов, български писател и журналист (* 1937 г.)

## Празници
- Католическа църква – Ден в памет на св. Франциск
- ООН – Международен ден на хората с увреждания
- Гана – Национален ден на фермерите
- Русия – Ден на неизвестният войн